# Lucas Vieira de Souza
Lucas Vieira de Souza, meglio noto come Lucas Souza (Santo André, 4 luglio 1990), è un ex calciatore brasiliano, di ruolo centrocampista.

## Palmarès

### Club

#### Competizioni nazionali
- Campionato cipriota: 2

APOEL: 2017-2018, 2018-2019
- Supercoppa di Cipro: 1

APOEL: 2019